# Giro del Lussemburgo 1984
Il Giro del Lussemburgo 1984, quarantottesima edizione della corsa, si svolse dal 6 al 10 giugno su un percorso di 732 km ripartiti in 4 tappe più un cronoprologo, con partenza a Lussemburgo e arrivo a Diekirch. Fu vinto dal francese Christophe Lavainne della Renault-Elf davanti ai belgi William Tackaert e Rudy Dhaenens.

## Tappe
| Tappa  | Data      | Percorso                                      | km  | Vincitore di tappa | Leader cl. generale |
| ------ | --------- | --------------------------------------------- | --- | ------------------ | ------------------- |
| Prol.  | 6 giugno  | Lussemburgo > Lussemburgo (cron. individuale) | 2,3 | Claude Criquielion | Claude Criquielion  |
| 1ª     | 7 giugno  | Lussemburgo > Dippach                         | 185 | William Tackaert   | Christophe Lavainne |
| 2ª     | 8 giugno  | Schouweiler > Esch-sur-Alzette                | 184 | Rudy Matthijs      | Christophe Lavainne |
| 3ª     | 9 giugno  | Esch-sur-Alzette > Echternach                 | 179 | Ladislav Ferebauer | Christophe Lavainne |
| 4ª     | 10 giugno | Vianden > Diekirch                            | 182 | Rudy Matthijs      | Christophe Lavainne |
| Totale | Totale    | Totale                                        | 732 |                    |                     |

## Dettagli delle tappe

### Prologo
- 6 giugno: Lussemburgo > Lussemburgo (cron. individuale) – 2,3 km

| Pos. | Corridore           | Squadra     | Tempo |
| ---- | ------------------- | ----------- | ----- |
| 1    | Claude Criquielion  | Splendor    | 3'21" |
| 2    | Christophe Lavainne | Renault-Elf | a 1"  |
| 3    | Achim Stadler       |             | s.t.  |

| Pos. | Corridore           | Squadra     | Tempo |
| ---- | ------------------- | ----------- | ----- |
| 1    | Claude Criquielion  | Splendor    | 3'21" |
| 2    | Christophe Lavainne | Renault-Elf | a 1"  |
| 3    | Achim Stadler       |             | s.t.  |

### 1ª tappa
- 7 giugno: Lussemburgo > Dippach – 185 km

| Pos. | Corridore        | Squadra  | Tempo    |
| ---- | ---------------- | -------- | -------- |
| 1    | William Tackaert | Fangio   | 4h57'43" |
| 2    | Louis Luyten     | Dries    | s.t.     |
| 3    | Patrick Versluys | Splendor | a 20"    |

| Pos. | Corridore           | Squadra     | Tempo    |
| ---- | ------------------- | ----------- | -------- |
| 1    | Christophe Lavainne | Renault-Elf | 5h01'15" |
| 2    | Louis Luyten        | Dries       | s.t.     |
| 3    | William Tackaert    | Fangio      | a 11"    |

### 2ª tappa
- 8 giugno: Schouweiler > Esch-sur-Alzette – 184 km

| Pos. | Corridore     | Squadra  | Tempo    |
| ---- | ------------- | -------- | -------- |
| 1    | Rudy Matthijs | Splendor | 4h49'25" |
| 2    | Werner Wüller |          | s.t.     |
| 3    | Peter Becker  |          | s.t.     |

| Pos. | Corridore           | Squadra     | Tempo     |
| ---- | ------------------- | ----------- | --------- |
| 1    | Christophe Lavainne | Renault-Elf | 10h02'36" |
| 2    | Louis Luyten        | Dries       | a 6"      |
| 3    | William Tackaert    | Fangio      | a 9"      |

### 3ª tappa
- 9 giugno: Esch-sur-Alzette > Echternach – 179 km

| Pos. | Corridore          | Squadra | Tempo    |
| ---- | ------------------ | ------- | -------- |
| 1    | Ladislav Ferebauer |         | 4h49'27" |
| 2    | Eric Van Lancker   | Fangio  | s.t.     |
| 3    | Ludek Styks        |         | s.t.     |

| Pos. | Corridore           | Squadra     | Tempo     |
| ---- | ------------------- | ----------- | --------- |
| 1    | Christophe Lavainne | Renault-Elf | 14h53'23" |
| 2    | Louis Luyten        | Dries       | a 6"      |
| 3    | William Tackaert    | Fangio      | a 9"      |

### 4ª tappa
- 10 giugno: Vianden > Diekirch – 182 km

| Pos. | Corridore        | Squadra  | Tempo    |
| ---- | ---------------- | -------- | -------- |
| 1    | Rudy Matthijs    | Splendor | 4h51'34" |
| 2    | Sean Kelly       | Skil     | s.t.     |
| 3    | William Tackaert | Fangio   | s.t.     |

| Pos. | Corridore           | Squadra     | Tempo     |
| ---- | ------------------- | ----------- | --------- |
| 1    | Christophe Lavainne | Renault-Elf | 19h33'36" |
| 2    | William Tackaert    | Fangio      | a 7"      |
| 3    | Rudy Dhaenens       | Splendor    | a 26"     |

## Classifiche finali

### Classifica generale
| Pos. | Corridore           | Squadra                        | Tempo     |
| ---- | ------------------- | ------------------------------ | --------- |
| 1    | Christophe Lavainne | Renault-Elf                    | 19h33'36" |
| 2    | William Tackaert    | Fangio-Ecoturbo-Eylenbosch     | a 7"      |
| 3    | Rudy Dhaenens       | Splendor-Marc-Mondial Moquette | a 26"     |
| 4    | Martin Durant       | Fangio-Ecoturbo-Eylenbosch     | a 28"     |
| 5    | Libor Matejka       |                                | a 29"     |
| 6    | Hartmut Bölts       |                                | a 30"     |
| 7    | Louis Luyten        | Dries-Verandalux               | a 1'22"   |
| 8    | Patrick Versluys    | Splendor-Marc-Mondial Moquette | a 6'42"   |
| 9    | Ladislav Ferebauer  |                                | a 12'26"  |
| 10   | Ludek Styks         |                                | a 12'29"  |